# Peter Takeo Okada
Peter Takeo Okada (jap. ペトロ岡田武夫 Petoro Okada Takeo; ur. 24 października 1941 w Ichikawie, zm. 18 grudnia 2020 w Tokio) – japoński duchowny katolicki, arcybiskup Tokio w latach 2000–2017.

## Życiorys
Święcenia kapłańskie otrzymał 3 listopada 1973.
15 kwietnia 1991 został mianowany biskupem ordynariuszem diecezji Urawa. Sakry biskupiej udzielił mu 16 września 1991 kardynał Peter Seiichi Shirayanagi.
17 lutego 2000 Jan Paweł II mianował go arcybiskupem Tokio. Zastąpił na tym stanowisku kardynała Petera Seiichi Shirayanagi, który przeszedł na emeryturę. W latach 2007–2010 i w latach 2013–2016 był przewodniczącym Konferencji Episkopatu Japonii.
25 października 2017 papież Franciszek przyjął jego rezygnację z pełnionego urzędu, złożoną ze względu na wiek.
Od 2013 do 2018 administrator apostolski Saitamy.